# Les Rêveurs (roman)
Pour les articles homonymes, voir Les Rêveurs.
Les Rêveurs est un roman d'Isabelle Carré paru le 10 janvier 2018 aux éditions Grasset et ayant reçu la même année le Grand prix RTL-Lire ainsi que le prix des lecteurs de L'Express–BFMTV.

## Réception critique
À sa publication ce premier roman de son auteure est très bien accueilli par la critique,,.

## Éditions
- Éditions Grasset[6], 2018  (ISBN 978-2246813842).

## Adaptation à l'écran
En 2024, Isabelle Carré adapte son roman en film. Elle est réalisatrice et actrice dans le film, aux côtés de Bernard Campan, Tessa Dumont Janod et Judith Chemla. La sortie du long-métrage est prévue pour le 5 novembre 2025, distribué par Pan Distribution.